# Мехмед-Киос-паша
Мехмед-Киос-паша (тур. Mehmed Kios Paşai) — османский военачальник во время русско-турецкой войны 1828—1829 годов.

## Биография
Сражался против Наполеона в Египте, затем участвовал в четырёх европейских походах против русских, сербов и греков.
Во время войны 1828-29 гг. вместе с Мустафа-пашой был одним из командующих 25 тыс. вспомогательного отряда, который шёл из Эрзерума на подкрепление туркам, осаждённым в Ахалцихе русским войском под командованием Иваном Паскевича. В августе 1828 года в Ахалцихском сражении, в ходе которого турки сначала теснили русских воинов, вспомогательный османский отряд был разбит и турки потеряли убитыми и пленными более 1000 человек.
Возглавляя гарнизон Ахалциха, Мехмед-Киос-паша отверг предложенную капитуляцию. 15 августа в ходе штурма и завязавшегося ночного боя Ахалцих был захвачен русскими, после чего Магомет-Киос-паша после переговоров решил сдать цитадель с правом вывода гарнизона с частным имуществом.
Дальнейшая его судьба неизвестна.